# Distenia rufobrunnea
Distenia rufobrunnea es una especie de escarabajo longicornio del género Distenia, categorizada en la tribu Disteniini, de la orden Coleoptera. Fue descrita por Holzschuh en 1995.

## Descripción
Mide 15-17,4 mm de longitud.

## Distribución
Se distribuye por China.